# Burnham-on-Sea and Highbridge
Burnham-on-Sea and Highbridge est une paroisse civile du Somerset, en Angleterre. Elle inclut les villes de Burnham-on-Sea et de Highbridge, qui partagent un conseil de paroisse.